# Guanyao (köpinghuvudort i Kina, Hubei Sheng, lat 30,15, long 115,28)
Guanyao (kinesiska: 管窑镇) är en köpinghuvudort i Kina. Den ligger i provinsen Hubei, i den centrala delen av landet, omkring 110 kilometer sydost om provinshuvudstaden Wuhan. Antalet invånare är 20 547. Befolkningen består av 10 288 kvinnor och 10 259 män. Barn under 15 år utgör 21,0 %, vuxna 15-64 år 67 %, och äldre över 65 år 11,0 %.
Runt Guanyao är det tätbefolkat, med 427 invånare per kvadratkilometer. Närmaste större samhälle är Qizhou, 10,7 km sydost om Guanyao. Trakten runt Guanyao består till största delen av jordbruksmark.
Genomsnittlig årsnederbörd är 1 963 millimeter. Den regnigaste månaden är maj, med i genomsnitt 276 mm nederbörd, och den torraste är januari, med 55 mm nederbörd.